# Clepsicosma
Clepsicosma is een geslacht van vlinders van de familie van de grasmotten (Crambidae), uit de onderfamilie van de Acentropinae. De wetenschappelijke naam en de beschrijving van dit geslacht werden voor het eerst in 1888 gepubliceerd door Edward Meyrick. 
Dit geslacht is monotypisch, dat wil zeggen dat het maar één soort heeft namelijk Clepsicosma iridia Meyrick, 1888 uit Nieuw-Zeeland.